# Irving Wohlfarth
Irving Wohlfarth (* 1940 in London) ist ein deutscher Literaturwissenschaftler und Hochschullehrer.

## Biographie
Irving Wohlfarth ist das Kind von deutsch-jüdischen Flüchtlingen aus dem nationalsozialistischen Deutschland. Er studierte Germanistik, Romanistik und Vergleichende Literaturwissenschaft an den Universitäten Cambridge und Yale. Seine Doktorarbeit von 1970 trug den Titel Aspects of Baudelaire’s literary dandyism. Zwischen 1964 und 1969 studierte er Philosophie an der Universität Frankfurt, hauptsächlich bei Adorno.
Danach hat er bis 2006 an den Universitäten Johns Hopkins, Oregon, und Reims sukzessive Romanistik, Vergleichende Literaturwissenschaft und Germanistik gelehrt. Er ist auch Gastprofessor an der Hebräischen Universität in Jerusalem, am Collège international de philosophie und der École pratique des hautes études in Paris, den Universitäten Antwerpen, Bremen, Frankfurt und am Amherst College und Scholar am Getty Institute in Los Angeles gewesen. Außerhalb von Europa und den Vereinigten Staaten hat er an Kongressen in China, Mexiko und Brasilien teilgenommen.
Wohlfahrt lebt in Paris und Bremen. Samt „seinem“ Philosophen erscheint er, fiktional verkleidet, in Christa Wolfs Roman „Stadt der Engel“.
Als philosophisch und psychoanalytisch ausgerichteter und von der Frankfurter Schule geprägter Literaturkritiker ist er hauptsächlich für seine Arbeiten über Walter Benjamin bekannt, insbesondere die theologischen, politischen und literarischen Dimensionen seines Denkens und dessen Potential für eine „Urgeschichte“ der Gegenwart.
Darüber hinaus hat er über Choderlos de Laclos, Baudelaire, Lichtenberg, Nietzsche, Kafka, Scholem, Robert Antelme, Victor Klemperer, W. G. Sebald, Christa Wolf und Adorno geschrieben.

## Werke
- Baudelaire und die Macht des Erfahrungsverlusts. Abgestorben überwintern. In: Frankfurter Hefte. Januar 1968, 33–42
- Benjamin zwischen den Fronten. Zum „Destruktiven Charakter“. In: B. Lindner (Hrsg.): Links hatte noch alles sich zu enträtseln …. (Benjamin im Kontext). Syndikat, Frankfurt 1978, S. 65–99.
- Dialektischer Spleen. Zur Ortsbestimmung der Adornoschen Ästhetik. In: B. Lindner, W. M. Lüdke (Hrsg.): Materialien zur ästhetischen Theorie Th. W. Adornos. Suhrkamp, Frankfurt 1980, S. 310–347.
- Krise der Erzählung, Krise der Erzählforschung. In: R. Klopfer, G. Janetzke-Dillner (Hrsg.): Erzählung und Erzählforschung. Kohlhammer, Stuttgart 1981, S. 269–288.
- „Die bis zum Verschwinden reife Einsamkeit“. Walter Benjamins Briefwechsel mit Gershom Scholem. Merkur, München 1981, S. 170–191.
- „Immer radikal, niemals konsequent …“. Zur theologisch-politischen Standortsbestimmung Walter Benjamins. In: N. Bolz, R. Faber (Hrsg.): Antike und Moderne. Zu Walter Benjamins „Passagen“. Königshausen & Neumann, Würzburg 1986, S. 116–137.
- Et cetera? Der Historiker als Lumpensammler. In: N. Bolz, B. Witte (Hrsg.): Passagen. Walter Benjamins Urgeschichte des Neunzehnten Jahrhunderts. Wilhelm Fink, München 1984, S. 70–95.
- „Das Leben lebt nicht“. Adornos Pathos – am Beispiel der Minima Moralia. In: A. Honneth, A. Wellmer (Hrsg.): Die Frankfurter Schule und ihre Folgen. Berlin 1986, S. 35–58.
- Juden und Deutsche. In: Verstand zur Verständigung. Festschrift für Dr. Heinrich Pfeiffer. Berlin 1987, S. 191–197.
- „Märchen für Dialektiker“. Walter Benjamin und sein bucklicht Männlein. In: K. Doderer (Hrsg.): Walter Benjamin und die Kinderliteratur. Weinheim 1988, S. 121–176.
- Die Willkür der Zeichen. Zu einem sprachphilosophischen Motiv Walter Benjamins. In: C. Türcke (Hrsg.): Perspektiven kritischer Theorie. Festschrift für Hermann Schweppenhäuser. Lüneburg 1988, S. 124–173.
- „Der umgekehrte Turmbau zu Babel“. Die Idee des Judentums bei Walter Benjamin. In: Bucklicht Männlein und Geschichte. Walter Benjamin Theoretiker der Moderne. Berlin 1990, S. 102–104.
- „Geheime Beziehungen“. Zur deutsch-jüdischen Spannung bei Walter Benjamin. In: Studii Germanici XXVIII. Rom 1990, S. 251–301.
- „Was nie geschrieben wurde, lesen“. In: L. Verbeeck, B. Philipsen (Hrsg.): Die Aufgabe des Lesers. On the Ethics of Reading. Leuven 1992, S. 15–62; wieder abgedruckt in: U. Steiner (Hrsg.): Memoria. Walter Benjamin 1892–1940. Berlin 1992, S. 297–344.
- „Haarscharf an der Grenze zwischen Religion und Nihilismus“. Zum Begriff des Zimzum bei Gershom Scholem. In: G. Smith (Hrsg.): Gershom Scholem zwischen den Disziplinen. Frankfurt 1995, S. 176–256.
- Der Zauberlehrling oder: die Entfesslung der Produktivkräfte. Zu einem Motiv bei Goethe, Marx und Benjamin. In: G. Raulet, U. Steiner (Hrsg.): Walter Benjamin. Ästhetik und Geschichtsphilosophie. Bern 1998, S. 165–198.
- Das Unerhörte hören. Zum Gesang der Sirenen. In: M. Gangl, G. Raulet (Hrsg.): Jenseits instrumenteller Vernunft. Kritische Studien zur Dialektik der Aufklärung. Frankfurt 1998, S. 225–274.
- In lingua veritas. LTI mit und gegen Klemperer gelesen. In: Mittelweg 36. April/Mai 1999, S. 73–90 (gekürzte Fassung); Identités/Existences/Résistances, Réflexions autour des Journaux 1933–1945 de Victor Klemperer, Germanica 27/2000, Presses Universitaires de Lille. S. 103–146 (ungekürzte Fassung)
- „Einige wenige schwere, massive Gewichte?“ Zur „Aktualität“ Walter Benjamins. In: K. Garber, Ludger Rehm (Hrsg.): Global Benjamin. München 1999, S. 31–55.
- Das Medium der Übersetzung. In: C. Hart-Nibbrig (Hrsg.): Benjamin übersetzen. Frankfurt 2001, S. 126–177.
- Aufklärung vom Mond. Zu Walter Benjamins Hörmodell Lichtenberg. Ein Querschnitt. In: Vittoria Borso (Hrsg.): Schriftgedächtnis. Schriftkulturen. Stuttgart/Weimar 2002, S. 39–58.
- Nihilistischer Messianismus. Zu Walter Benjamins Theologisch-politischem Fragment. In: A. Noor, J. Wohlmuth (Hrsg.): „Jüdische“ und „christliche“ Sprachfigurationen im 20. Jahrhundert. Paderborn 2002, S. 141–214.
- A un passant. Anlässlich einer Passage Paris-Frankfurt und des ausbleibenden Werks. In: Jacques Derrida: Fichus. Wien 2003, S. 43–82.
- „Ein geradezu unendlicher Verkehr“. Zu einem Motiv Franz Kafkas. In: Harald Hillgartner, Thomas Küpper (Hrsg.): Medien und Ästhetik. Festschrift für Burkhardt Lindner. Bielefeld 2003, S. 119–148.
- Nihilismus kontra Nihilismus. Walter Benjamins „Weltpolitik“ aus heutiger Sicht. In: Bernd Witte, Mauro Ponzi (Hrsg.): Theologie und Politik. Walter Benjamin und ein Paradigma der Moderne. Berlin 2005, S. 107–136.
- Links liegen gelassen. Zur Aktualisierbarkeit der Passagenarbeit. In: P. Rautmann, N. Schalz (Hrsg.): Urgeschichte des 20. Jahrhunderts. An Walter Benjamins Passagen-Projekt weiterschreiben. Ein Bremer Symposium. Hauschild, Bremen 2006, S. 19–54.
- Hungern, pfeifen, schweigen. Kafka und das Ende der Kunstperiode. In: Spuren suchen, Spuren legen. Festschrift für Nicolas Schalz. Bremen 2006, S. 293–344.
- Die Passagenarbeit. In: B. Lindner (Hrsg.): Benjamin-Handbuch. Stuttgart 2006, S. 251–273.
- Entsetzen. Walter Benjamin und die RAF. In: Wolfgang Kraushaar (Hrsg.): Die RAF und der linke Terrorismus. Band 1, Hamburg 2006, S. 280–314.
- Warum wurde die Passagenarbeit bisher kaum gelesen? Konjektur über eine Konjunktur. In: B. Witte (Hrsg.): Topographien der Erinnerung. Zu Walter Benjamins Passagen. Würzburg 2008, S. 26–62.
- Lager, Nach-Welt, Überleben. Aporie als die Grundfigur von Adornos Ästhetik. In: G. Köhler, S. Müller-Doohm (Hrsg.): Wozu Adorno? Göttingen 2008, S. 155–198.
- mit Nathalie Raoux: Zu Walter Benjamins Tod. Legenden, Ungewissheiten, dialektische Bilder. In: Naharaim 2. 2008, S. 1, S. 106–157.
- Anachronie. Interferenzen zwischen Walter Benjamin und W.G. Sebald. In: Internationales Archiv für die Sozialgeschichte der deutschen Literatur. 2008, Band 33, 2. Heft, S. 184–242.
- „Dichterische Politik?“ Versuch über einen Satz Walter Benjamins. In: Naharaim 5. 2011, S. 150–225.
- Rettung contra Apologie. Zu Benjamins Traumkitsch. In: Neue Rundschau 123. 2012, Vol. 4, S. 73–97.
- Was bleibt. Christa Wolfs vergangene Zukunft. In: Zeitschrift für kritische Theorie. Lüneburg 2014.

| Personendaten    | Personendaten                                          |
| ---------------- | ------------------------------------------------------ |
| NAME             | Wohlfarth, Irving                                      |
| KURZBESCHREIBUNG | deutscher Literaturwissenschaftler und Hochschullehrer |
| GEBURTSDATUM     | 1940                                                   |
| GEBURTSORT       | London                                                 |